# トニ・ベラマサン
アントニオ・"トニ"・ベラマサン・テヘドル（Antonio "Toni" Velamazán Tejedor、1977年1月22日 - ）は、スペイン・カタルーニャ州バルセロナ出身の元サッカー選手、サッカー指導者。現役時代のポジションはMF。

## 経歴
FCバルセロナのカンテラであるラ・マシアでは、「キンタ・デル・ミニ」の一員としてオスカル・ガルシアやイバン・デ・ラ・ペーニャ、アルベルト・セラーデスらとともにプレーした。バルセロナでのトップチーム1シーズン目にあたる1995-96シーズンはリーグ戦11試合3得点という成績を残したが、1996-97シーズンからは3シーズン連続で異なるクラブへのレンタル移籍で経験を積んだ。しかし、その後はバルセロナへ復帰することはなく、1999年にRCDエスパニョールへ完全移籍して以降はUDアルメリアやCEルスピタレートといったクラブでキャリアを送った。
また、1992年からスペインの世代別代表へ定期的に招集されており、2000年にはシドニーオリンピックに出場し、銀メダルを獲得した。

## タイトル

### クラブ
エスパニョール
- コパ・デル・レイ : 1回 (1999-00)

### 代表
U-23スペイン代表
- オリンピック銀メダル : 1回 (2000)